# Apterichtus caecus
Apterichtus caecus es una especie de pez anguiliforme de la familia Ophichthidae oriunda del este del  océano Atlántico, incluyendo las islas Baleares, el oeste del mar Mediterráneo, las Azores y el golfo de Guinea.
Habita en la plataforma continental, a profundidades de entre 10 y 40 m viviendo en lodo o arena. Se alimenta de otros peces, así como invertebrados bentónicos. El desove en el Mediterráneo se produce entre los meses de verano, a principios de mayo y junio. Esta especie puede alcanzar un largo total de 60 cm.